# Путујућа изложба
Путујућа изложба је врста изложбе која је на располагању за размену и циркулацију на локалном, националном и интернационалном нивоу.
Цела колекција изложбе, заједно са свим пратећим програмима и услугама (нпр. осигурање, транспорт, складиштење, монтирање, паковање, осветљење итд.) се може изнајмити у целости од стране различитих организација или појединаца на одређени временски период. Користећи овај метод продужује се живот изложбе и повећава могућност јавности да исту и виде. Из тог разлога, музеји и галерије често користе путујуће изложбе јер на тај начин много ефикасније могу да омогуће приступ својим колекцијама. Путујуће изложбе често имају подршку владе и владиних и културних организација јер омогућавају ширење знања о локалној и националниој култури и уметности.
Као признање важности путујућих изложби, Међународни Савет Музеја (ICOM) је 1983. године основао Међународни Комитет за Размену Изложби (ICEE) као врсту форума посвећеном развоју изложби, њиховој циркулацији и размени.